# Epicarmos

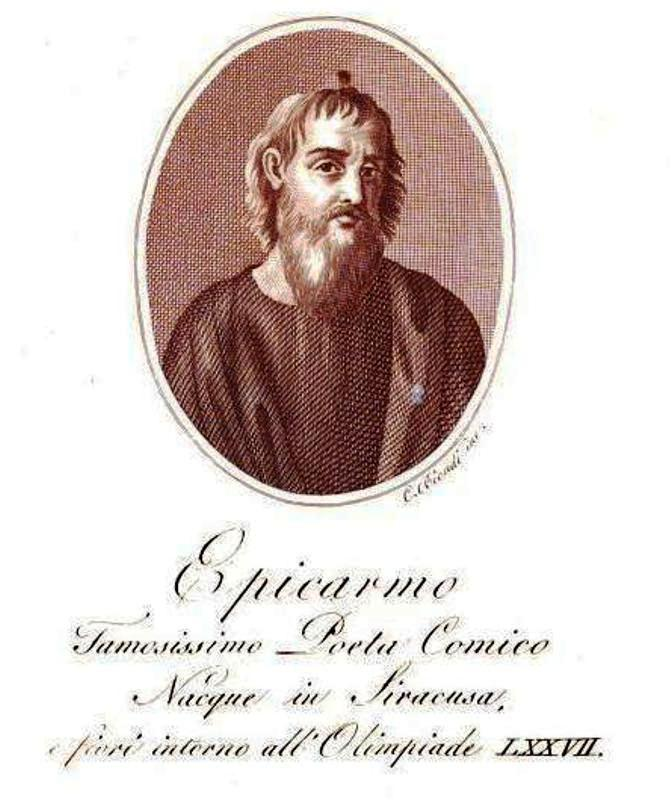
Ilustrație cu Epicarmos din Kos

Epicarmos din Kos (în limba elină: Ἐπίχαρμος) (n. c. 540 î.Hr. - d. 460 sau 450 î.Hr.) a fost filozof presocratic, scriitor de comedie, medic și cercetător al naturii.

## Biografie
Amănuntele referitoare la viața sa sunt puține și nesigure.
Locul nașterii sale nu este pe deplin cunoscut. Astfel, Diogene Laerțiu relatează că Epicarmos s-a născut în insula greacă Astipaleia, vechea capitală a lui Kos.
Mai întâi a călătorit la Megara, apoi, după 484 î.Hr., a locuit la Siracusa.
Epicarmos a fost discipol al lui Pitagora, care, prin 532 î.Hr., s-a stabilit la Crotone unde, în 525 înființează școala pitagoreiocă.

## Scrieri
- Busiris
- Bacchai ("Bacantele")
- Odysseus automolos ("Odiseu fugar")
- Agrostinos ("Neîndemânatecul de la țară")
- Georgos ("Țăranul")
- Megareia ("Megariana")
- Plutos ("Bogăția").

A scris prima sa piesă de teatru către 500 î.Hr..
În total, ne-au parvenit, sub formă de papirus, 35 de titluri și alte câteva fragmente.
Aristotel spune că Epicarmos ar fi inventat acțiunea comică iar Socrate îl consideră "prințul comediei."